# Durowskaja
Durowskaja (ros. Дуровская) – wieś w Rosji, w rejonie charowskim obwodu wołogodzkiego. W 2021 r. była niezamieszkana.